# Шипшина донецька
 Шипши́на доне́цька  (Rosa donetzica) — багаторічна рослина родини розових. Рідкісний вид, занесений до Червоної книги України та Європейського Червоного списку. Ендемік Східного Причорномор'я.

## Опис
Галузистий кущ заввишки 45—90 см, численні пагони утворюють зарості. Гілки вкриті прямими шипами, в нижній частині стовбурців вони дуже густо розміщені, щетиноподібні або голчасті. Листки непарнопірчасті, складаються зі сімох голих листочків, подвійнозубчастих по краях та із залозистою поверхнею. Квітки актиноморфні, п'ятичленні, двостатеві, поодинокі, рожевого кольору. Чашолистки цілісні, зовні залозисті, при достиганні плодів не опадають. Плід — гіпантій, що має на верхівці щетинки.
Квітне у травні-червні, плодоносить у серпні-вересні. Розмножується насінням та вегетативно.

## Поширення
Шипшина донецька поширена в Україні на теренах Донецької області (балка Грабова, урочище Зор-Тау), а також в Росії, де її ареал охоплює Боковський та Шолоховський райони Ростовської області (станиці Вешенська та Боковська, хутір Дуленко, хутір Євлантьєв) і північ Астраханської області.

## Екологія
Рослина посухостійка. Зростає на кам'янистих схилах, відслоненнях пісковику і граніту, на кам'янистих ділянках степу. Утворює гібриди з Rosa olgae Chrshan .

## Значення і статус виду
Шипшину донецьку охороняють у заповідниках Донецької області, за межами України має подібний статус лише в Росії, де занесена до Червоної книги Ростовської області. Найбільші осередки, які знаходяться під контролем людини, розташовані в урочищі Грабово та Державному музеї-заповіднику М. А. Шолохова. На стан популяцій негативно впливають випасання худоби, порушення середовища внаслідок видобування граніту в кар'єрах, збирання плодів тощо.
Для збереження виду потрібно захищати від порушення природні ценози, ширше культивувати шипшину донську у садах. Наразі вона наявна лише в колекції Донецького ботанічного саду. Окрім гарних квітів цей вид має цілющі плоди, багаті на вітамін C.